# Sriwijaya-Air-Flug 182

Geschwindigkeit über Grund und Höhe des Sriwijaya Air Fluges 182 nach öffentlich empfangbaren ADS-B-Transponderdaten. Die dargestellte Geschwindigkeit ist die Geschwindigkeit parallel zum Erdboden. Ein senkrechter Sturzflug würde hier mit 0 Knoten angezeigt.

Route des Sriwijaya Air Fluges 182

Der Sriwijaya-Air-Flug 182 (SJ182 / SJY182) war ein planmäßiger Inlandsflug der Sriwijaya Air vom internationalen Flughafen Soekarno-Hatta in Jakarta zum internationalen Flughafen Supadio in Pontianak, Indonesien. Die Maschine des Typs Boeing 737-524 (Kennzeichen PK-CLC) stürzte am Nachmittag des 9. Januar 2021 vier Minuten nach dem Abflug in die Javasee. Unter den 62 Insassen gab es keine Überlebenden. Die Absturzstelle liegt zwischen Pulau Laki und Pulau Lancang, die zur Inselgruppe Seribu gehören.

## Flugzeug
Das betroffene Flugzeug war eine Boeing 737-524, registriert als PK-CLC (MSN 27323). Es wurde 1994 gebaut und am 31. Mai 1994 unter dem Kennzeichen N27610 an Continental Airlines ausgeliefert. Das Flugzeug wurde am 1. Oktober 2010 unter demselben Kennzeichen kurzzeitig zur United Airlines Flotte überstellt und später am 15. Mai 2012 schließlich zu Sriwijaya Air. Es war die erste von insgesamt fünfzehn 737-500, die Sriwijaya Air im Jahr 2012 erhielt, um ihre 737-200 zu ersetzen. Das Flugzeug war mit zwei CFMI CFM56-3B1-Triebwerken ausgestattet und gehörte der Leasinggesellschaft GECAS. Sriwijaya Air nannte das Flugzeug „Citra“. Das Flugzeug war im vergangenen Jahr aufgrund der Covid-19-Pandemie für längere Zeit in Surabaya abgestellt und wurde erst am 19. Dezember 2020 wieder in Betrieb genommen.

## Insassen
An Bord von Flug SJ182 befanden sich 62 Personen: 2 Piloten und 4 Flugbegleiter, 50 Passagiere, darunter 10 Kinder, sowie 6 Mitarbeiter der Fluggesellschaft, die als sogenannte Dead-Head-Passagiere auf dem Flug mitreisten.
Der Flugkapitän galt als erfahren, er startete seine Karriere 1987 bei der indonesischen Luftwaffe und schied dort 1998 als Offizier aus. Danach arbeitete er bis 2008 bei der ehemaligen indonesischen Fluggesellschaft Adam Air, bevor er zu Sriwijaya Air wechselte. Der erste Offizier war seit 2013 für die Fluggesellschaft tätig.

## Flugverlauf
Der Flug war der fünfte Flug der Maschine am Unfalltag, welche planmäßig um 13:40 Uhr Ortszeit am Flughafen Soekarno-Hatta in Jakarta starten und um 15:15 Uhr am Flughafen Supadio in Pontianak auf der Insel Borneo landen sollte. Der planmäßige Abflug verzögerte sich jedoch um knapp eine Stunde, sodass die Maschine erst um 14:36 Uhr auf der Startbahn 25R startete. Zwei Minuten nach dem Start ging der Schubhebel für das linke Triebwerk zurück, während der Schubhebel für das rechte Triebwerk unverändert blieb, wodurch sich das Flugzeug zunehmend nach links neigte. Die Maschine erreichte nach vier Minuten eine Höhe von etwa 10.700 Fuß (etwa 3260 Meter). Um 14:40:03 Uhr erfolgte eine automatische „Bank Angle“-Warnung für einen zu großen Querneigungswinkel. Das Flugzeug verlor danach plötzlich rapide an Höhe und verschwand vor der Küste von Jakarta vom Radar. Das letzte ADS-B-Signal wurde um 14:40:11 Uhr auf einer Höhe von 1400 Fuß (etwa 426 Meter) empfangen, 21 Sekunden nachdem die Maschine zu sinken begonnen hatte. Nach den ADS-B-Daten legte das Flugzeug in der Absturzphase innerhalb von 18 Sekunden eine horizontale Distanz von lediglich 45 Metern zurück. In derselben Zeitspanne verlor das Flugzeug 10.400 Fuß (3170 m) an Höhe.

## Untersuchung des Unfallherganges

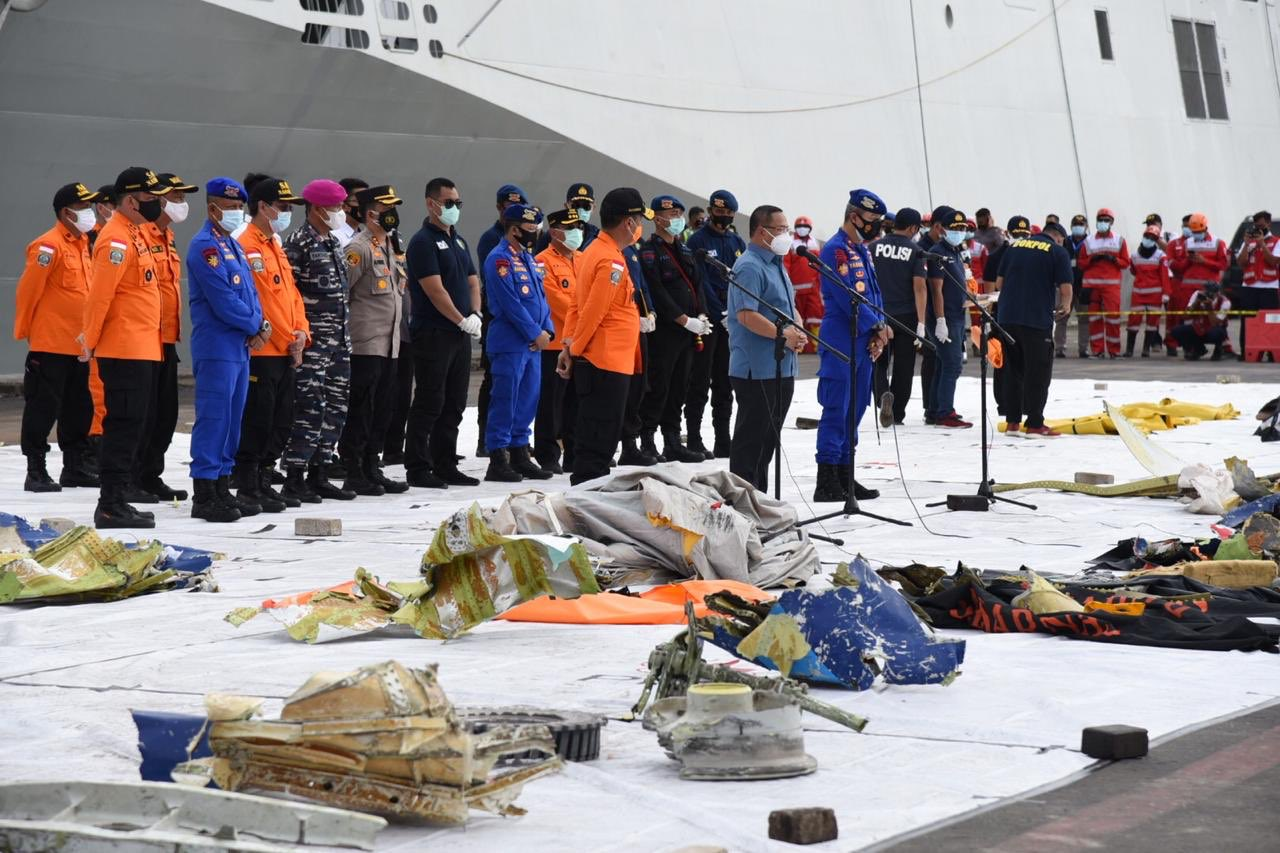
Geborgene Trümmerteile bei einer Pressekonferenz

Am 10. Januar 2021 wurden Ortungssignale der Flugdatenschreiber empfangen und ihre Bergung eingeleitet. Der Flugdatenschreiber (FDR) wurde vom wenig tiefen Meeresgrund geborgen und am 12. Januar der Untersuchungsbehörde KNKT übergeben; dessen Daten konnten erfolgreich ausgelesen werden. Nach dem Datenspeichermodul des Cockpit-Stimmenrekorders (CVR) wurde länger gesucht, am 31. März 2021 konnte dieser schließlich gefunden werden.

### Zwischenbericht
Ein Zwischenbericht des Nationalen Verkehrssicherheitskommitees Indonesiens („Komite Nasional Keselamatan Transportasi“/KNKT) wurde im Rahmen einer Pressekonferenz am 10. Februar 2021 vorgestellt. Bei diesem Anlass äußerte der NTSC-Ermittler Nurcahyo Utomo, dass Indizien dafür sprächen, klemmende Schubhebel hätten das Unfallgeschehen in Gang gesetzt. So sollen beide Gashebel der Maschine Anomalien aufweisen, außerdem habe die Besatzung bereits bei vorherigen Flügen über eine Schubhebelproblematik geklagt.

### Abschlussbericht
Im November 2022 wurde der Abschlussbericht des indonesischen Verkehrssicherheitskommitees KNKT veröffentlicht. Als Ursache für den Absturz wurde ein Problem mit der automatischen Schubkontrolle in Kombination mit Fehlern der Piloten (auch bedingt durch Defizite im Pilotentraining) und mangelhaften Wartungsprozeduren identifiziert.
Als die Steigrate nach dem Start planmäßig gesenkt wurde, hätte die automatische Schubkontrolle den Schub für beide Triebwerke gleichmäßig zurückfahren sollen anstatt – wie geschehen – nur für das linke Triebwerk. Wahrscheinlich trat bei der Verbindung zwischen dem rechten Schubhebel und dem Servomotor für die automatische Schubkontrolle eine vergrößerte Reibung auf, sodass das System eine Übersteuerung durch den Piloten annahm und den Schub nicht reduzierte. Das führte aber nicht direkt zu einer Abschaltung der automatischen Schubkontrolle, mutmaßlich durch einen defekten Sensor für die Position der Störklappen. Der Sensor ist für die Abschaltung relevant, weil diese nur erfolgt, wenn dem asymmetrischen Schub durch eine Betätigung des Querruders entgegengewirkt wird (zur Unterstützung der Drehbewegung werden die Störklappen automatisch bewegt). Weder das betreffende Verbindungsteil noch der Störklappensensor konnten jedoch nach dem Absturz geborgen werden, um diese These zu überprüfen.
Seit 2013 waren für die Unfallmaschine bereits 61-mal Probleme mit asymmetrischem Schubverhalten protokolliert worden. Diese wurden immer nur oberflächlich behoben und Anweisungen aus dem Wartungshandbuch für eine tiefergehende Ursachensuche wurden nie befolgt. Im März 2020 war es mit demselben Flugzeug und demselben Flugkapitän bereits zu einer ähnlichen Situation gekommen, die aber noch durch einen manuellen Eingriff korrigiert werden konnte. Eine Meldung darüber an die Fluggesellschaft erfolgte nicht.
Anhand der Auswertung des Stimmrekorders konnte gefolgert werden, dass beide Piloten erst auf ein Problem aufmerksam wurden, als die Warnung für den zu großen Querneigungswinkel (Bank Angle) auftrat. Selbst dann hätte, wie bei dem ähnlichen Vorfall im März 2020, ein Absturz noch vermieden werden können, indem beide Schubhebel gleich eingestellt worden wären. Der Kapitän steuerte stattdessen kurze Zeit noch weiter nach links. Als er den Fehler bemerkte und in die entgegengesetzte Richtung steuerte, standen die Tragflächen jedoch schon fast senkrecht zum Horizont und spätestens durch ein kurzzeitiges Hochziehen der Flugzeugnase trat ein Strömungsabriss auf. Ihm gelang es danach nicht, das Flugzeug wieder in eine kontrollierbare Lage zu bringen, und es kam zum Absturz. Das Vermeiden bzw. Abfangen eines Strömungsabrisses ist vorgeschriebener Teil des Pilotentrainings, wurde durch ungenaue behördliche Vorgaben bei Sriwijaya Air aber nur mangelhaft ausgeführt, was im Abschlussbericht als beitragender Faktor erwähnt wird.

## Trivia
Der Absturzort des Lion-Air-Fluges 610 am 29. Oktober 2018, bei dem eine Boeing 737 Max 8 kurz nach dem Start vom selben Flughafen abstürzte, liegt nur 66 km vom Absturzort des Sriwijaya-Air-Fluges 182 entfernt. Die beiden Flugzeuge stürzten aus unterschiedlichen Gründen ab.